# Fate/stay night
Fate/stay night (яп. フェイト／ステイナイト) — японська візуальна новела компанії-розробника Type-Moon, що вийшла як доросла гра для Windows 30 січня 2004 р. Версія Fate/stay night для віку 15 років і старше під назвою Fate/stay night Réalta Nua (з ірландської — «нові зірки») включає сейю з однойменного аніме-серіалу, що вийшла для PlayStation 2, а потім для завантаження на Windows, як трилогія, що охоплює три основні сюжетні лінії. Réalta Nua також портована на PlayStation Vita. 28 жовтня 2005 Type-Moon випустила сіквел до Fate/stay night під назвою Fate/hollow ataraxia. Сюжет розгортається через півроку після подій Fate/stay night.
Манга-адаптація автора Датто Нісівакі випускалася видавництвом Kadokawa Shoten у журналі Shōnen Ace з лютого 2006-го по грудень 2012. У 2007 манґа ліцензована англомовним релізом у Північній Америці видавництвом Tokyopop.
24-серійне аніме студії Deen транслювалося в Японії з 6 січня по 16 червня 2006 Sentai Filmworks ліцензувало серіал та повторно випустило його на DVD і вперше на Blu-ray. Аніме-фільм за мотивами Fate/stay night також створений Studio Deen і вийшов в японських кінотеатрах 23 січня 2010. Новий аніме-серіал спродюсований студією Ufotable, перший сезон транслювався з 4 жовтня по 27 грудня 2014-го, трансляцію другого сезону розпочалася 4 квітня 2015. Ufotable також працює над створенням іншого аніме-фільму світу Fate/stay night, який вийде 2015 року.
Серія ранобе під назвою Fate/Zero, пріквел Fate/stay night, випускалася у 2006—2007 рр. Також вийшли три гри: Fate/unlimited codes для аркад і PlayStation 2, Fate/tiger colosseum і його сіквел Fate/tiger colosseum Upper для PSP. Рольова гра Fate/Extra для PSP вийшла 22 липня 2010, сіквел Fate/Extra CCC — 28 березня 2013.
В оригінальній грі присутні 3 сценарії: «Fate» (укр. Доля), «Unlimited Blade Works» (укр. Безмежний світ мечів) та «Heaven's Feel» (укр. Дотик небес). Сюжет манґи фокусується переважно на сценарії «Unlimited Blade Works». Однойменний фільм 2010, як і аніме 2014 використовують сюжетну основу другого сценарію візуальної новели Fate/stay night, в той час як аніме-серіал 2006. від Studio Deen змішував мотиви трьох сюжетних ліній.

## Сюжет
Учень старшої школи, Емія Шіро, стає випадковим учасником так званої «війни Святого Грааля», що час від часу проходить в японському місті Фуюкі. Це боротьба сімох магів за володіння легендарним артефактом — Святим Граалем, який виконає будь-яке бажання переможця і, таким чином, змінить його долю. Кожен маг на початку своєї участі у війні викликає слугу — одну з великих героїчних душ минулого або майбутнього, яка буде битися на стороні свого господаря. Є сім слуг, всі вони належать до різних бойових класів: мечник (Сейбер), стрілець (Арчер), списник (Лансер), вершник (Райдер), берсеркер, вбивця (Ассасін) та маг (Кастер). Битва ведеться до тих пір, поки не залишиться одна пара — майстер та його слуга. Емія Шіро проти власної волі викликає мечницю — слугу, що поставила собі за мету дістатися до Грааля за будь-яку ціну. Проте, він не бажає брати участі у цій війні, оскільки в минулій втратив усіх своїх рідних. Емії починає допомагати Тосака Рін — сильний маг, яка вчиться в тій же школі, що і Шіро. Але правила війни Святого Грааля такі, що рано чи пізно їм належить битися між собою, а найімовірніший результат програшу — смерть.

## Адаптації

### Манґа
Манґа Fate/stay night, ілюстрована Датто Нісівакі, виходила з лютого 2006 по грудень 2012-го у видавництві Kadokawa Shoten у манґа-журналі Shōnen Ace. Це адаптація візуального роману Fate/stay night, манґа фокусується на сценарії гри Fate, але містить елементи з інших сценаріїв — Unlimited Blade Works і Heaven's Feel. Манґа ліцензована для англомовного релізу в Північній Америці Tokyopop у 2007. Двадцять томів танкобонів вийшли в Японії в період між 26 травня 2006-го і 26 листопада 2012.

### Аніме
24-серійний аніме серіал «Fate/Stay Night» транслювався з 6 січня 2006 по 16 червня 2006 року. Серіал був створений аніме-студією «Studio Deen», в роботі над ним також брав участь холдинг «Fate Project», куди входять такі кампанії, як «Geneon Entertainment», «TBS», «CREi», «Type-Moon» та «Frontier Works Inc».
У 2007 році відбулася міжнародна прем'єра серіалу на телеканалі «Animax», на цьому ж каналі в червні 2007 року відбулася прем'єра англомовної версії серіалу в Південній Азії, Південній Кореї, Гонг Конзі та інших регіонах. Geneon Entertainment ліцензувало аніме для показу В Північній Америці.

### Список серій аніме
| №  | Японська назва                           | Англійська назва                               | Українська назва                              | Дата виходу     |
| -- | ---------------------------------------- | ---------------------------------------------- | --------------------------------------------- | --------------- |
| 1  | 始まりの日                               | The Day It Began                               | Перший день                                   | 6 січня 2006    |
| 2  | 運命の夜                                 | The Fated Night                                | Ніч долі                                      | 13 січня 2006   |
| 3  | 開幕                                     | The Curtain Rises                              | Підводячи завісу                              | 20 січня 2006   |
| 4  | 最強の敵                                 | The Strongest Enemy                            | Найсильніший ворог                            | 27 січня 2006   |
| 5  | 魔術師二人<前編>                         | Two Magicians (Part one)                       | Два мага (Частина перша)                      | 3 лютого 2006   |
| 6  | 魔術師二人<後編>                         | Two Magicians (Part two)                       | Два мага (Частина друга)                      | 10 лютого 2006  |
| 7  | 蠢動                                     | Anticipatory Squirms                           | Метушня                                       | 17 лютого 2006  |
| 8  | 不協の旋律                               | Melody of Dissonance                           | Мелодія дисонансу                             | 24 лютого 2006  |
| 9  | 月下流麗                                 | Elegance Under the Moon                        | Силуети в місячному сяйві                     | 3 березня 2006  |
| 10 | 穏やかな幕間                             | A Calm Interlude                               | Тиха інтерлюдія                               | 10 березня 2006 |
| 11 | 鮮血神殿(ブラッドフォート・アンドロメダ) | Fresh Blood Shrine                             | Вівтар свіжій крові (Кривавий форт Андромеда) | 17 березня 2006 |
| 12 | 空を裂く                                 | Tear the Sky                                   | Розірвати небо                                | 24 березня 2006 |
| 13 | 冬の城                                   | The Winter Castle                              | Зимовий замок                                 | 31 березня 2006 |
| 14 | 理想の果て                               | Beyond the Ideal                               | Межа ідеалів                                  | 7 квітня 2006   |
| 15 | 十二の試練                               | The Twelve Ordeals                             | Дванадцять подвигів                           | 14 квітня 2006  |
| 16 | 約束された勝利の剣                       | The Sword of Promised Victory                  | Меч обіцяної перемоги                         | 21 квітня 2006  |
| 17 | 魔女の烙印                               | Branded as a Witch                             | Клеймо відьми                                 | 28 квітня 2006  |
| 18 | 決戦                                     | A Decisive Battle                              | Вирішальна битва                              | 5 травня 2006   |
| 19 | 黄金の王                                 | The Golden King                                | Золотий Король                                | 12 травня 2006  |
| 20 | 遠い夢跡                                 | Distant Traces of Dreams                       | Сліди далеких мрій                            | 19 травня 2006  |
| 21 | 天地乖離す開闢の星                       | The Genesis Star That Sunders Heaven and Earth | Зірка творення, що розділяє землю та небо     | 26 травня 2006  |
| 22 | 願いの果て                               | Result of a Wish                               | Результат бажання                             | 2 червня 2006   |
| 23 | 聖杯                                     | Holy Grail                                     | Святий Грааль                                 | 9 червня 2006   |
| 24 | 全て遠き理想郷                           | The Ever Distant Utopia                        | Вічно далека Утопія                           | 16 червня 2006  |

### Фільм
Аніме-фільм на основі сюжетної лінії Unlimited Blade Works візуального роману вийшов в японських кінотеатрах 23 січня 2010 р., продюсер — Studio Deen. Команда, що працювала над оригінальним серіалом, в тому числі директор Юдзі Ямагучі, повернулися до роботи над фільмом, причому більшість сейю повторили свої ролі. Sentai Filmworks ліцензувало фільм Unlimited Blade Works film, реліз на DVD і Blu-ray плюс англомовне дублювання виконала Bang Zoom! Entertainment. Касові збори склали 37 699 500 ієн в японському прокаті.

### Ранобе
22 листопада 2006 р. Type-Moon анонсувала нове відгалуження франшизи Fate/stay night, названу Fate/Zero. Fate/Zero — пріквел Fate/stay night, сюжет якого обертається навколо подій Четвертої війни за Святий Грааль, і як остання вплинула на П'яту війну. На відміну від Fate/Stay Night, Fate/Zero являє собою серію ранобе замість візуального роману, і оповідає у вигляді від третього лиця, яке стежить за діями кількох персонажів. Серія є продуктом співробітництва між Type-Moon і колег-розробників Nitroplus. Перший том вийшов 29 грудня 2006, другий — 31 березня 2007-го, третій том — 27 липня 2007, Четвертий і останній — 29 грудня 2007 разом із Fate/Zero Original Image Soundtrack «Return to Zero». Ранобе Fate/Apocrypha вийшов 29 грудня 2012-го.

### Відеоігри
У 2007 р. Fate/tiger colosseum, a 3D файтинг гра, заснована на Fate/stay night, вийшла для PlayStation Portable, виробники — Capcom і Cavia у кооперації з TYPE MOON. Персонажі всі створені у супердеформованому стилі. Сиквел, Fate/tiger colosseum Upper, вийшов 28 серпня 2008.
Інший файтинг на основі франшизи під назвою «Fate/unlimited codes» дебютував в 2008 р. на шоу Amusement Machine Operators Union (AOU) в Японії. Вона розроблена Capcom в поєднанні з Cavia і Eighting. Гра вийшла як аркада і мала ексклюзивний випуск для PlayStation 2 18 грудня 2008. Попередня версія була також доступна, що передбачала обмежений тираж фігуру Сейбер Лілі. Capcom також випустив версію PlayStation Portable під назвою Fate/unlimited codes Portable 18 червня 2009. Цифрова версія завантаження гри вийшла в Північній Америці 3 вересня 2009, в Європі — 10 вересня 2009-го.

## Музика
| Назва                                                                | Композитор   | Аранжування               | Голос           | Дата релізу сингла | Тип              |
| -------------------------------------------------------------------- | ------------ | ------------------------- | --------------- | ------------------ | ---------------- |
| «Disillusion» (епізоди 1-14)                                         | NUMBER201    | Каваі Кенжі               | Таінака Сачі    | 22 лютого 2006     | Відкриваюча тема |
| «Kirameku Namida wa Hoshi ni» (яп. きらめく涙は星に) (епізоди 15-23) | KATE         | Томоджі Согава, NUMBER201 | Таінака Сачі    | 31 травня 2006     | Відкриваюча тема |
| «Anata ga Ita Mori» (яп. あなたがいた森) (епізоди 1-13,15-23)        |              | Jyukai                    | 15 березня 2006 | Закриваюча тема    |                  |
| «Hikari» (яп. ヒカリ) (епізод 14)                                    |              | Jyukai                    |                 | Закриваюча тема    |                  |
| «Kimi to no Ashita» (яп. 君との明日) (епізод 24)                     | Таінака Сачі | Такахіро Канеко           | Таінака Сачі    | 7 лютого 2007      | Закриваюча тема  |

## Сприйняття
Після випуску 30 січня 2004 гра Fate/stay night швидко стала одним з найпопулярніших візуальних романів в історії, забезпечивши собі звання «найбільш продаваного візуального роману» у 2004 р. серед дорослих ігор роздрібної торгівлі Getchu.com. Читачі Dengeki G's Magazine помістили гру на друге місце у списку «найцікавіших бісьодзо ігор» в серпні 2007